# 9476 Vincenthuang
A 9476 Vincenthuang (ideiglenes jelöléssel (9476) 1998 QQ36) a Naprendszer kisbolygóövében található aszteroida. A LINEAR projekt keretében fedezték fel 1998. augusztus 17-én.